# Luigi Padovese
Luigi Padovese (ur. 31 marca 1947 w Mediolanie, zm. 3 czerwca 2010 w Iskenderun) – włoski duchowny katolicki, kapucyn, wikariusz apostolski Anatolii w latach 2004-2010, przewodniczący episkopatu Turcji, profesor i znawca starożytności chrześcijańskiej, autor wielu publikacji z zakresu literatury Ojców Kościoła.

## Życiorys
Od 1964 był członkiem Zakonu Braci Mniejszych Kapucynów. Święcenia kapłańskie przyjął 16 czerwca 1973. Wykształcenie zdobywał na Papieskim Uniwersytecie Antonianum w Rzymie oraz na rzymskim Papieskim Uniwersytecie Gregoriańskim (Gregorianum), jak również na Uniwersytecie w Würzburgu. Od 1977 był wykładowcą historii teologii i patrystyki na studium kapucyńskim w Mediolanie, a potem w Papieskim Instytucie Misji Zagranicznych. Został profesorem na Antonianum i (od 1995) na Gregorianum. Od 1990 kierował działem wydawniczym Franciszkańskiego Instytutu Duchowości. 11 października 2004 Jan Paweł II powołał go na wikariusza apostolskiego w Anatolii (Turcja) z siedzibą w Aleksanderetcie i ustanowił go biskupem tytularnym Monteverde. W latach 2007–2010 był także przewodniczącym tureckiej Konferencji Episkopatu.
Został zamordowany we własnym domu w prowincji Hatay na południu Turcji przez 26-letniego kierowcę duchownego, Murata Altuna, który pracował dla niego od około czterech lat. O śmierci duchownego poinformowała agencja Anatolia. Kilka godzin po zajściu zatrzymano podejrzanego. Biskup został 23 razy pchnięty nożem, a następnie morderca podciął mu gardło. Podejrzany Kurd, przyznał się do winy i według relacji policji zeznał iż zrobił to „w imię Allaha”.
Rzecznik Watykanu ksiądz Federico Lombardi oświadczył w pierwszej reakcji na tę zbrodnię: "To coś straszliwego, niebywałego".